# Сухиничский округ
Сухи́ничский округ — административно-территориальная единица Западной области РСФСР, существовавшая в 1929—1930 годах.
3 июня 1929 г. ВЦИК принял Постановление «Об изменении территориального состава вновь образуемых краевых и областных объединений», 17 июня 1929 г. «О составе округов и районов Западной области и их центрах».
Образование Сухиничского округа организационно завершилось 1 октября 1929 года. Центром округа был назначен город Сухиничи.
Округ был разделён на 11 районов:
- Барятинский
- Всходский
- Думиничский
- Козельский
- Мещовский
- Мосальский
- Павлиновский
- Плохинский
- Спас-Деменский
- Сухиничский
- Юхновский

Округ граничил на севере с Вяземским, на западе со Смоленским, на юго-западе с Рославльским, на юге с Брянским округами Западной области, а на востоке — с Московско-Промышленной областью.
Согласно Объяснительной записке к годовому отчету по сельскому хозяйству за 1928/1929 г. по Сухиничскому округу, его площадь составляла 13 693 км², в него входили 4155 населенных пунктов и 456 сельсоветов. Общее число крестьянских хозяйств составляло 119 742.
Численность населения составляла 680 тысяч человек, из которых городское 23 и сельское 657 тысяч.
Руководство округа:
- ответственный секретарь ОК ВКП (б) Пётр Андреевич Овчинников, 1893 г. рождения;
- председатель окружного исполнительного комитета Фёдор Андреевич Кольцов, 1898 г. рождения.

30 июля 1930 года Сухиничский округ, как и большинство остальных округов СССР, был упразднён. Его районы отошли в прямое подчинение Западной области.